# فرفیلد گلید (تنسی)
فرفیلد گلید(به انگلیسی: Fairfield Glade) شهری در ایالت تنسی کشور ایالات متحده آمریکا است که جمعیت آن در سرشماری سال ۲۰۱۰ میلادی، ۶٬۹۸۹ نفر بوده‌است.